# Shintarō Mochizuki
Shintarō Mochizuki (japanisch 望月 慎太郎 Mochizuki Shintarō; * 2. Juni 2003 in Kawasaki) ist ein japanischer Tennisspieler.

## Karriere
Mochizuki trainiert seit 2015 an der IMG Academy, wo zuvor schon drei Jugendtennisspieler – Miomir Kecmanović, Axel Geller und Sebastian Korda – die die Nummer 1 der Jugendrangliste erreichten, trainiert hat.

Der Japaner spielte ab 2019 sehr erfolgreich auf der ITF Junior Tour. Bei seinem ersten Junior-Grand-Slam-Turnier, den French Open zog er im Einzel ins Halbfinale ein. Einen Monat später in Wimbledon zog er sogar ins Endspiel ein und gewann als erster männlicher Spieler aus Japan ein Grand-Slam-Turnier der Junioren. Nach dem Turnier erreichte er die Spitze der Weltrangliste. Bei den US Open schied er in der zweiten Runde aus. Beim Saisonfinale, den ITF Junior Finals wurde er Vierter.
Bei den Profis spielte er 2019 auch erste Turniere auf der ITF Future Tour. Dort gewann er im Doppel zwei Titel und konnte sich jeweils in der Weltrangliste platzieren.

## Erfolge
| Legende (Anzahl der Siege) |
| Grand Slam                 |
| ATP Tour Finals            |
| ATP Tour Masters 1000      |
| ATP Tour 500               |
| ATP Tour 250               |
| ATP Challenger Tour (4)    |

### Einzel

#### Turniersiege

##### ATP Challenger Tour
| Nr. | Datum          | Turnier  | Belag     | Finalgegner                | Ergebnis |
| --- | -------------- | -------- | --------- | -------------------------- | -------- |
| 1.  | 9. April 2023  | Barletta | Sand      | Santiago Rodríguez Taverna | 6:1, 6:4 |
| 2.  | 4. Januar 2025 | Nouméa   | Hartplatz | Moerani Bouzige            | 6:1, 6:3 |

### Doppel

#### Turniersiege

##### ATP Challenger Tour
| Nr. | Datum           | Turnier   | Belag     | Partner            | Finalgegner                       | Ergebnis |
| --- | --------------- | --------- | --------- | ------------------ | --------------------------------- | -------- |
| 1.  | 4. Februar 2023 | Teneriffa | Hartplatz | Christian Harrison | Matteo Gigante Francesco Passaro  | 6:4, 6:3 |
| 2.  | 8. Februar 2025 | Chennai   | Hartplatz | Kaito Uesugi       | Saketh Myneni Ramkumar Ramanathan | 6:4, 6:4 |